# Op den Hering
Op den Hering (ook wel Heringsbosch; Limburgs: Op d'n Hiering) is een buurtschap ten noordoosten van Schinveld in de gemeente Beekdaelen in de Nederlandse provincie Limburg. De buurtschap, die bestaat uit ongeveer twintig huizen, is gelegen aan de straat Heringsbosch, die ter plekke de grens met Duitsland vormt. De Duitse zijde van de straat heet An der Venn en behoort tot de dorpen Niederbusch en Hohenbusch. Op den Hering is van de rest van de gemeente Beekdaelen gescheiden door de Schinveldse Bossen. Het voornaamste gebouw in de buurtschap is de boerderij Heringshof.
Niet ver van de buurtschap ligt ook het openluchtmuseum Nonke Buusjke.
Dorpen: Aalbeek · Amstenrade · Arensgenhout · Bingelrade · Doenrade · Hulsberg · Jabeek · Merkelbeek · Nuth · Oirsbeek · Puth · Schimmert · Schinnen · Schinveld · Sweikhuizen · Vaesrade · Wijnandsrade

Buurtschappen en gehuchten: Bovenste Puth · Brand · Breinder · Brommelen · Daniken (deels) · Douvergenhout · Etzenrade · Gracht · Grijzegrubben · Haasdal · Hegge · Heisterbrug · Helle · Hellebroek · Hommert · Hunnecum · Kamp · Kathagen · Klein-Doenrade · Kleingenhout · Kling · Kruis · Laar · Leeuw · Nagelbeek · Nierhoven · Oensel · Onderste Puth · Op de Bies · Op den Hering · Oppeven · Reuken · Swier · Terstraten · Tervoorst · Thull · Viel · Vink · Wintraak · Wissengracht · Wolfhagen

Limburg: Steden en dorpen      Nederland: Provincies · Gemeenten